# Năng lượng ở Bắc Triều Tiên

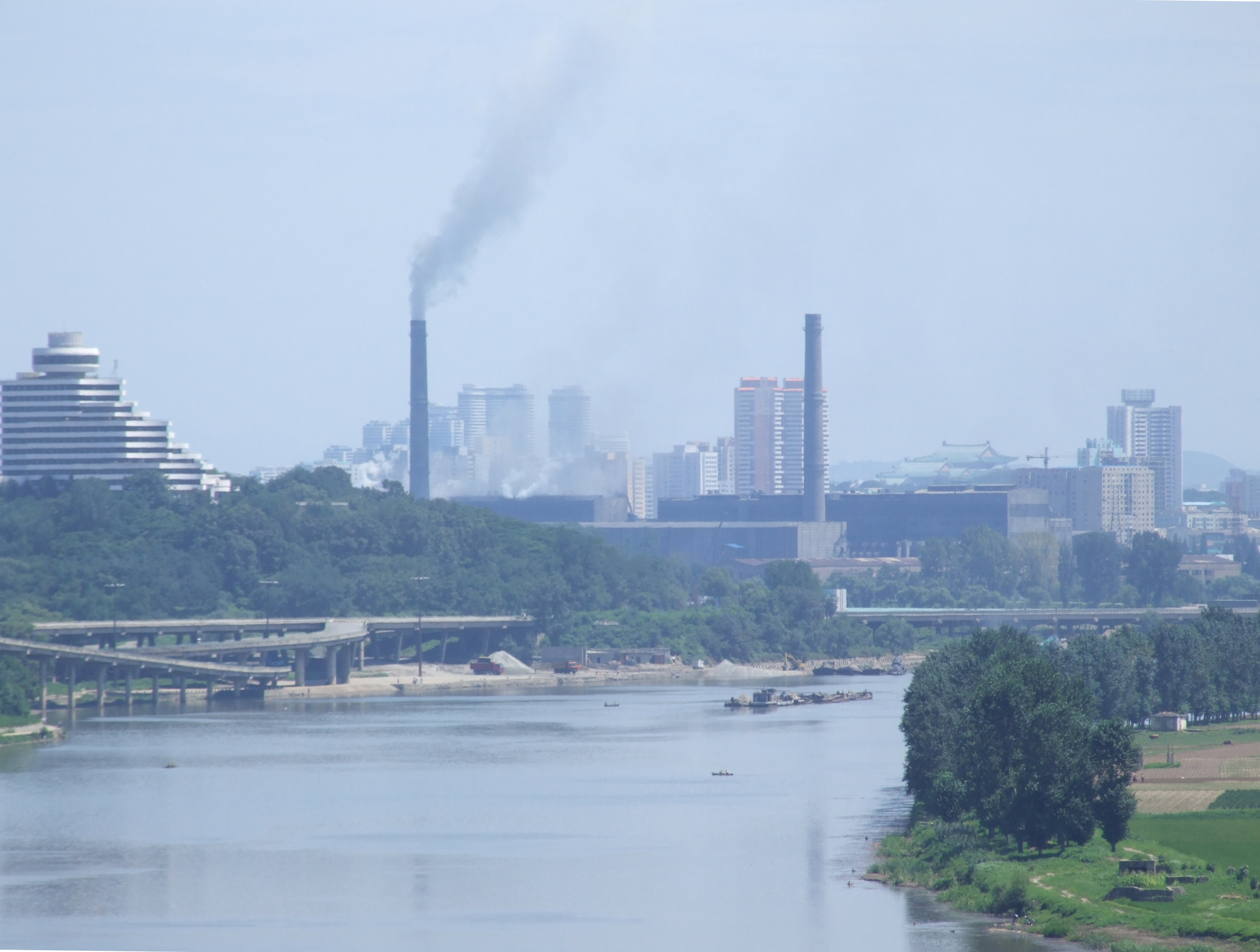
Nhà máy Nhiệt điện Pyongchon cung cấp điện cho trung tâm Bình Nhưỡng.

Năng lượng ở Cộng hòa Dân chủ Nhân dân Triều Tiên mô tả tình hình sản xuất, tiêu thụ và nhập khẩu năng lượng và điện ở Triều Tiên.
Bắc Triều Tiên là nước xuất khẩu năng lượng ròng. Mức sử dụng năng lượng chính tại Bắc Triều Tiên là 224 TWh và 9 TWh trên một triệu người vào năm 2009. Các nguồn điện chính của đất nước là thủy điện và than sau khi Kim Jong Il thực hiện các kế hoạch xây dựng các nhà máy thủy điện lớn trên khắp cả nước.
Theo Ngân hàng Thế giới, vào năm 2021, 52,63% dân số Triều Tiên đã có điện. Nhiều hộ gia đình bị hạn chế chỉ được sử dụng điện 2 giờ mỗi ngày do ưu tiên cho các nhà máy sản xuất.

## Tổng quan
| Năng lượng ở Triều Tiên | Năng lượng ở Triều Tiên | Năng lượng ở Triều Tiên | Năng lượng ở Triều Tiên | Năng lượng ở Triều Tiên | Năng lượng ở Triều Tiên | Năng lượng ở Triều Tiên |
| | Capita                  | Năng lượng chính        | Sản xuất                | Xuất khẩu               | Điện                    | phát xạ CO2             |
| | Million                 | TWh                     | TWh                     | TWh                     | TWh                     | Mt                      |
| --- | ----------------------- | ----------------------- | ----------------------- | ----------------------- | ----------------------- | ----------------------- |
| 2004 | 22.38                   | 237                     | 223                     | -15                     | 18.50                   | 70.20                   |
| 2007 | 23.78                   | 214                     | 229                     | 15                      | 18.12                   | 62.32                   |
| 2008 | 23.86                   | 236                     | 242                     | 6                       | 19.54                   | 69.37                   |
| 2009 | 23.91                   | 224                     | 236                     | 12                      | 17.76                   | 66.20                   |
| 2012 | 24.45                   |                         |                         |                         | 18.21                   | 64.82                   |
| 2012R | 24.76                   | 164                     | 236                     | 72                      | 16.20                   | 45.42                   |
| 2013 | 24.90                   | 168                     | 280                     | 112                     | 16.44                   | 47.68                   |
| Change 2004-09 | 6.8%                    | -5.4%                   | 5.5%                    | -                       | -4.0%                   | -5.7%                   |

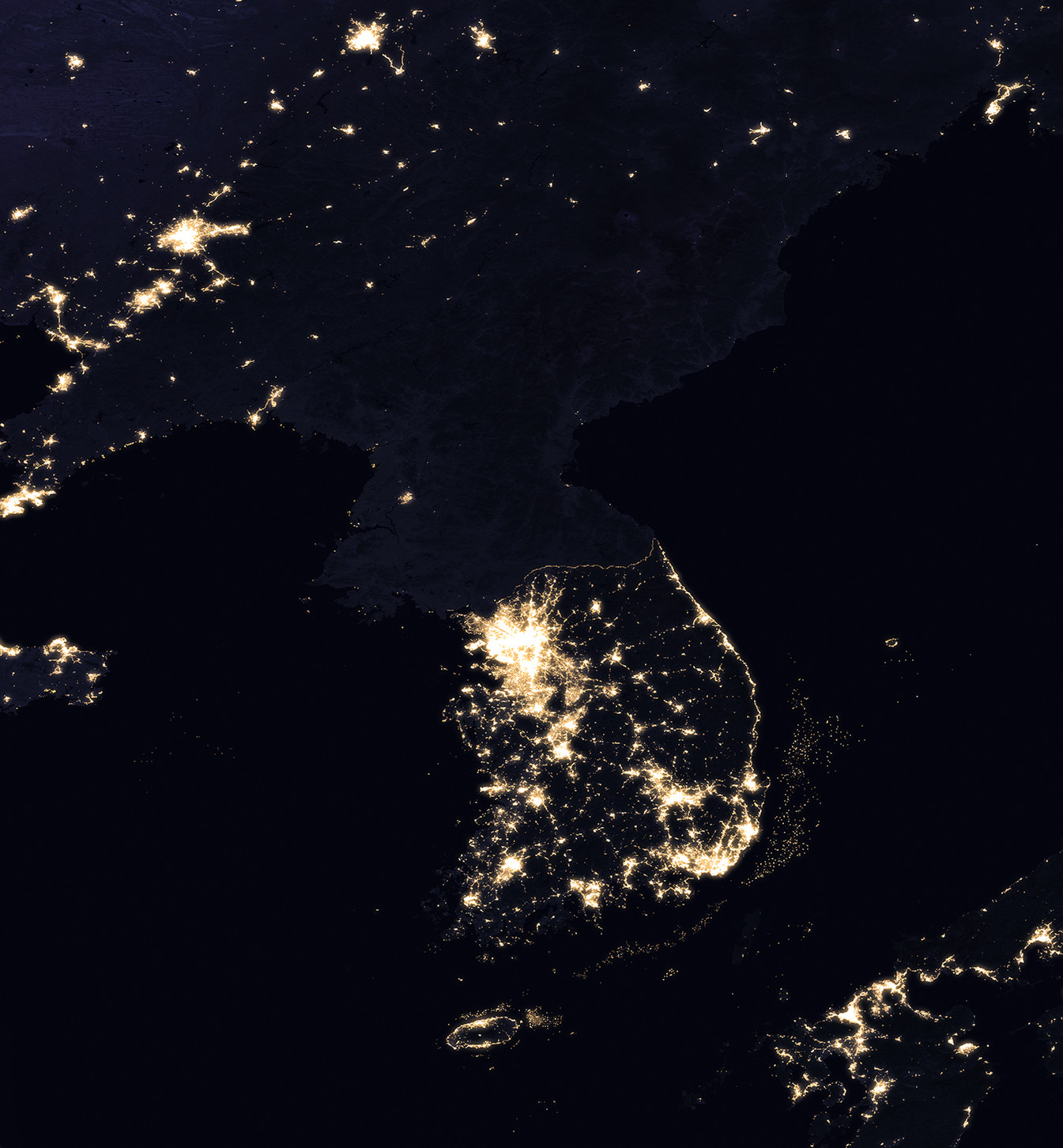
Hình ảnh về Bán đảo Triều Tiên vào ban đêm, cho thấy Triều Tiên gần như chìm trong bóng tối hoàn toàn do thiếu điện, với một điểm sáng là Bình Nhưỡng, thủ đô và thành phố chính.

| Mtoe = 11,63 TWh, Năng lượng chính bao gồm tổn thất năng lượng bằng 2/3 đối với năng lượng hạt nhân 2012R = Tiêu chí tính toán CO2 đã thay đổi, số lượng được cập nhật |                         |                         |                         |                         |                         |                         |

## Tiêu thụ điện bình quân đầu người
Theo số liệu thống kê của cơ quan Thống kê Hàn Quốc, dựa trên dữ liệu của Cơ quan Năng lượng Quốc tế (IEA), mức tiêu thụ điện bình quân đầu người đã giảm từ mức cao nhất vào năm 1990 là 1247 kilowatt giờ xuống mức thấp 712 kilowatt vào năm 2000. Nó đã tăng chậm lên 819 kilowatt giờ năm 2008, một mức thấp hơn so với năm 1970.
Trong năm 2017, nhiều ngôi nhà đã sử dụng các hệ thống quang điện độc lập nhỏ. Vào năm 2019, ước tính 55% hộ gia đình ở Bắc Triều Tiên đã sử dụng tấm pin mặt trời.
Đến năm 2019, sản lượng điện đã đạt đến mức mà bất kỳ tình trạng mất điện nào cũng chỉ kéo dài trong thời gian tương đối ngắn.

## Nhập khẩu dầu
Triều Tiên nhập khẩu dầu thô từ đường ống kết nối từ Đan Đông, Trung Quốc. Dầu thô được tinh chế tại Nhà máy hóa chất Ponghwa ở Sinuiju, Triều Tiên. Triều Tiên có một nhà máy lọc dầu nhỏ hơn, Nhà máy lọc dầu Sŭngri, trên biên giới với Nga. Nước này đã có thể nhập khẩu dầu từ Trung Quốc và Liên Xô với giá thấp hơn giá thị trường, nhưng sau khi Chiến tranh Lạnh kết thúc, các thỏa thuận này không được gia hạn, dẫn đến giá dầu tăng đột biến ở Bình Nhưỡng và lượng nhập khẩu giảm.
Triều Tiên nhập khẩu nhiên liệu máy bay, dầu diesel và xăng từ hai nhà máy lọc dầu ở Đại Liên, Trung Quốc, cập cảng Nampo của Triều Tiên.

## Cơ sở điện lực
Triều Tiên phụ thuộc vào thủy điện, dẫn đến tình trạng thiếu hụt vào mùa đông, khi lượng mưa ít và băng chặn dòng chảy của các con sông. Các nhà máy điện chưa hoàn thành/khởi động được hiển thị trong  Salmon 
Danh sách này không đầy đủ, bạn cũng có thể giúp mở rộng danh sách.
| Tên                                                                                | Vị trí                     | Công suất lắp đặt  | Ghi chú |
| ---------------------------------------------------------------------------------- | -------------------------- | ------------------ | --- |
| Nhà máy thủy điện Huichon                                                          | Huichon                    | 300 MW             | Được cho là không thể tạo ra điện ở công suất tối đa do thời tiết khắc nghiệt. |
| Đập Sup'ung                                                                        | Sông Áp Lục                | 630 MW             | Các tổ máy 3, 6, 7 tạo ra điện cho Bắc Triều Tiên ở tần số 60 Hz; tổ máy 2 có thể tạo ra điện cho Trung Quốc hoặc Bắc Triều Tiên. Nhà máy điện do Bắc Triều Tiên vận hành. 7 tổ máy 90 MW.                        |
| Đập Unbong                                                                         | Sông Áp Lục                | 430 MW             | Các tổ máy 2, 4 cung cấp điện cho Bắc Triều Tiên ở tần số 60 Hz. Nhà máy điện được vận hành bởi Bắc Triều Tiên.                                                                                                   |
| Đập Taipingwan                                                                     | Sông Áp Lục                | 190 MW             | Điều hành bởi Trung Quốc. |
| Đập Wiwon                                                                          | Sông Áp Lục                | 222.5 MW           | |
| Nhà máy điện Kumyagang số 2                                                        | huyện Kumya                | 7.5 MW             | |
| Kumyagang Army-People Power Station                                                | huyện Kumya                | lớn                | |
| Yonsan                                                                             | huyện Yonsan               | small              | 2 máy phát điện nhỏ |
| Tanchon Power Station No.1 to 6                                                    | Tanchon                    | small to medium    | chuỗi 6 nhà máy thủy điện vừa và nhỏ. |
| Hungju Youth Hydroelectric Power Station No. 1 to 3                                | Kanggye                    | small              | chuỗi 3 nhà máy thủy điện nhỏ. |
| Jangjagang Hydroelectric Power Station                                             | Manpo                      | 90 MW              | chuỗi các nhà máy thủy điện nhỏ. |
| Pukchon                                                                            | Kanggye                    | small              | nhà máy thủy điện nhỏ. |
| Kanggye Youth Power Station                                                        | Kanggye                    | 224.6 MW           | |
| Paektusan Hero Youth Power station                                                 | Sông Sodusu                | large              | chuỗi 3 nhà máy thủy điện. |
| Taechon Hydroelectric Power Station                                                | Sông Taeryong              | 746 MW             | Chuỗi nhà máy thủy điện trên sông Taeryong. |
| Taeryong Hydroelectric Power Station                                               | Sông Taeryong              | small to medium    | Chuỗi nhà máy thủy điện trên sông Taeryong. |
| Huchang Mine No. 4 Power Station                                                   | huyện Kimhyongjik          | small              | Được xây dựng để hỗ trợ mỏ Huchang. |
| Pukchang Thermal Power Complex                                                     | huyện Pukchang             | 1600 MW            | Công suất phát điện cao nhất của các nhà máy điện ở Bắc Triều Tiên. |
| Pyongyang Thermal Power Plant                                                      | Pyongchon-guyok            | 700 MW             | |
| Nhà máy nhiệt điện Kangdong                                                        | huyện Kangdong             | giữa 100 và 300 MW | Việc xây dựng bắt đầu vào cuối năm 2010, nhưng bị đình trệ vào khoảng sau năm 2014 |
| Sunchon Thermal Power Plant                                                        | Sunchon                    | 210 MW             | |
| Sonbong Thermal Electric Power Plant                                               | Sonbong-guyok              | 200 MW             | Ban đầu có tên là Nhà máy điện nhiệt điện Unggi, và được cung cấp năng lượng bằng dầu nhiên liệu nặng từ Tổ hợp hóa dầu Sŭngri. Được xây dựng lại để sử dụng than từ năm 2015. Còn được gọi là Nhà máy điện 6.16. |
| Trung tâm nghiên cứu khoa học hạt nhân Nyongbyon – lò phản ứng nước nhẹ thử nghiệm | huyện Nyongbyon            | 20 MW              | Có lẽ đang tiến hành thử nghiệm trước khi vận hành. |
| Tổ chức Phát triển Năng lượng Triều Tiên – hai lò phản ứng nước nhẹ.               | Sinpo                      | 2000 MW            | Bị bỏ rơi do Mỹ rút khỏi Khung thỏa thuận. |
| March 17 Power Plant                                                               | Chongjin (Unit 1)          | 200 MW             | |
| March 17 Power Plant                                                               | Puryong County (Unit 2, 3) | 310 MW             | |
| Chongjin Thermal Power Plant                                                       | Chongjin                   | 150 MW             | Cung cấp cho ngành công nghiệp, chẳng hạn như Khu phức hợp sắt thép Kim Chaek. |
| Hochongang Power Station                                                           | huyện Hochon               | 40.6 MW            | chuỗi các nhà máy thủy điện trên sông Hochon. |
| Changjingang Power Station                                                         | Yonggwang County           | 34.7 MW            | series of hydroelectric stations on the Changjin river. |
| Puryong Power Station                                                              | Puryong County             | 32 MW              | series of hydroelectric stations in Puryong county. |
| Pujonggang Power Station                                                           | Sinhung County             | 203.7 MW           | |
| Anbyon Youth Power Station                                                         | Anbyon County              | 324 MW             | Công suất thiết kế ban đầu 810 MW. |
| Taedonggang Power Station                                                          | Tokchon                    | 200 MW             | |
| Namgang Power Station                                                              | Kangdong County            | 135 MW             | Được cung cấp nước bởi một đập trọng lực, cũng có tác dụng ngăn lũ lụt của sông Taedong và cung cấp nước cho mục đích nông nghiệp.                                                                                |
| Chonchongang Thermal Power Station                                                 | Kaechon                    | 200 MW             | Supplies to industrial complexes, such as the Namhung Youth Chemical Complex in Anju. |
| East Pyongyang Thermal Power Station                                               | Rangnang-guyok             | 100 MW             | |
| December 12 Thermal Power Station                                                  | Chollima-guyok             | 50 MW              | Ban đầu dự kiến xây dựng ba máy phát điện, mỗi máy công suất 50 MW, nhưng chỉ xây dựng được một máy. Cung cấp điện cho Khu liên hợp thép Chollima.                                                                |
| Ryesonggang Youth Hydropower Plant No. 1 to 5                                      | Kumchon County             | 50 MW              | Chuỗi năm nhà máy điện trên Sông Ryeson, với năm nhà máy điện, mỗi nhà máy có bốn máy phát điện, sản xuất 2,5 MW. Nhà máy số 1 được khởi động vào năm 2008, nhà máy cuối cùng được hoàn thành vào năm 2018.       |
| Wonsan Army-People Power Station                                                   | Popdong County             | 20 MW              | Two 10 MW turbines on the Rimjin River. |
| Hamhung Hydropower Station No.1                                                    | Chongpyong County          | 10 MW              | Two 4 MW and a 2 MW generator on Kumjin River. |
| Orangchon Power Stations                                                           | North Hamgyong Province    | 134.5 MW           | Dự án thủy điện bao gồm 4 đập và 5 nhà máy điện. |
| Sinuiju Solar Power Station                                                        | Sinuiju                    | 1 MW               | 73 48-panel array, one 30-panel array and one 60-panel array. |
| Kumsanpho Fishery Solar Power Station                                              | Cholsan County             | small              | Tổng cộng 2880 tấm pin, có thể tạo ra "hàng trăm kw" |

1. 1 2  capacity shared between China and North Korea